# Wolfgang Newerla
Wolfgang Newerla (* 3. Februar 1963 in Düsseldorf) ist ein deutscher Konzert-, Opern- und Oratoriensänger (Bariton).

## Leben
Wolfgang Newerla wurde als zweiter Sohn der Ria und des Willibald geboren. Im Herbst 1964 erfolgte der Umzug nach Hamm/Westfalen. Schon während des Besuchs des Kindergartens nahm Wolfgang Newerla in der Städtischen Musikschule in Hamm/Westfalen an der musikalischen Früherziehung teil. Mit neun Jahren bekam er den ersten Klarinettenunterricht.
1982 machte Wolfgang Newerla sein Abitur auf dem Gymnasium Hammonense mit einem stark ausgeprägten Musikzweig. Mit dem Schulorchester gab er Konzerte in weiten Teilen Deutschlands, in England, Schottland, Irland, Holland, Frankreich, Spanien und in Italien. Diese Reisen machten die soziale und emotionale Wirkung der Musik für Wolfgang Newerla erstmals erlebbar.
Mitte der siebziger Jahre folgten Klavier- und Theorieunterricht, 1980 der erste Gesangsunterricht und die Mitwirkung im Madrigalchor des Gymnasiums und im Chor des Städtischen Musikvereins. Wolfgang Newerla ist seit 1997 mit der Mezzo-Sopranistin Ursula Eittinger verheiratet.

## Werdegang
Nach dem Abitur leistete er Zivildienst in einem Altenpflegeheim und besuchte weiter die Musikschule, spielte in verschiedenen Orchestern, in der Big Band der Stadt Hamm und wirkte an Aufführungen des Städtischen Chores mit, bei denen Judith Beckmann, Peter Schreier, Donald Grobe, Harald Stamm und Adalbert Kraus auftraten.
Im April 1986 nahm Wolfgang Newerla ein Studium unter der Führung von Arthur Janzen an der Staatlichen Hochschule in Detmold auf. Er sang den Papageno in der Zauberflöte, den Grafen in Le nozze di Figaro und die Titelrolle in Eugen Onegin. 1990 erfolgte der Wechsel an die Hochschule für Musik und Theater zu William Workman. Im folgenden Jahr hatte er sein Debüt am Theater Lübeck in der Rolle des „Eugen Onegin“. Direkt nach dem Diplom in Hamburg wurde Wolfgang Newerla zusammen mit Angela Denoke an das Theater Ulm engagiert. Er erhielt Einladungen von der Staatsoper in Berlin, der Deutschen Oper Berlin, den Opernhäusern in Kiel, Freiburg, Bielefeld, Kaiserslautern, Leipzig, der Semperoper in Dresden, der Volksoper Wien, dem Theater an der Wien, dem Teatro Real Madrid, dem Teatro Victoria Eugenia in San Sebastian, dem Teatro Maestranza in Sevilla. Weiter von der Staatsoper Stuttgart, der Staatsoper Hannover, der Deutschen Oper am Rhein Düsseldorf. Seine große musikalische Neugier verschaffte Wolfgang Newerla früh den Ruf, zu den Sängern mit dem interessantesten Repertoire seines Fachs zu gehören.
Zusammenarbeit erfolgte mit den Dirigenten Michael Gielen, Kirill Petrenko, Zubin Mehta, Julia Jones, Sylvain Cambreling, Christopher Hogwood, Heinz Wallberg, Hellmuth Rilling, Johannes Kalitzke, Philippe Jordan, Manfred Honeck, Pablo Heras Casado, Axel Kober sowie den Regisseuren Peter Mussbach, Barrie Kosky, David Pountney, Christoph Loy, Andreas Kriegenburg und Gerd Heinz. Zu Konzertreisen erhielt er Einladungen aus Deutschland, Europa, in die USA und nach Japan und China.
In den 2010er Jahren debütierte er an der Staatsoper München in einer Neuproduktion von Zimmermanns Soldaten als Mary (Kirill Petrenko/Regie: Andreas Kriegenburg).
2013 debütierte er in der Uraufführung von Georg Friedrich Haas’ Oper Thomas mit der Partie des Matthias bei den Schwetzinger Schlossfestspielen. Im Jahr zuvor sang Newerla die Titelpartie von Carl Orffs Prometheus in einer Neuproduktion der Ruhrtriennale.
2011 debütierte er an der Opéra de Lyon als Mann in Schönbergs Von heute auf morgen.
Er sang den Kommerzienrat in Strauss’ Intermezzo im Theater an der Wien, Tschekunoff und Don Juan in Aus einem Totenhaus an der Staatsoper Hannover, Panthée/Mercure in Les Troyens an der Staatsoper Stuttgart und Hans Zenders Chief Joseph sowie den Dr. Vigelius in Schrekers Der ferne Klang an der Berliner Staatsoper Unter den Linden. An der Oper Leipzig sang er in Luca Lombardis Dmitri und Schönbergs Von heute auf morgen, an der Oper Nürnberg den Prospero in Luca Lombardis Der Sturm, die Semperoper Dresden erlebte ihn als Jupiter in Strauss’ Die Liebe der Danae.
Weitere Gastspiele führten ihn u. a. an die Volksoper Wien, das Teatro Real in Madrid, die Opéra National de Lyon, die Deutsche Oper Berlin und die Deutsche Oper am Rhein. 2011 debütierte bei den Münchener Opernfestspielen mit der Bariton-Partie in der Carmina Burana. Ein Stück, das er insgesamt über 100 Mal gesungen hat. Am Theater Freiburg und am Staatstheater Darmstadt gastierte er mit Gunther in Götterdämmerung in einer Wagner-Partie.

## Wissenswertes
Ein ganz wesentliches Standbein wurde für Wolfgang Newerla die Barockmusik. Im Barock-Bereich erfolgten Einladungen zu Oper und Konzert mit Ensembles wie dem Freiburger Barockorchester, mit dem die Zusammenarbeit bis heute immer wieder auflebt, der Akademie für Alte Musik Berlin, Berliner Lauten-Compagney oder dem Concerto Köln mit Dirigenten wie Thomas Hengelbrock, Christopher Hogwood, Ivor Bolton, Roy Goodman, Helmuth Rilling, Hermann Max, Julia Jones, Jörg Straube.
Neben diesen Aufgaben erarbeitet Wolfgang Newerla jedes Jahr zumindest ein Liederabend-Programm.
Auf diese Weise hat er ein großes Repertoire gesungen, von der Renaissance über Barock, Klassik, Romantik bis zur Moderne und Avantgarde.

## Auszeichnungen
1990 gewann Wolfgang Newerla den VDMK-Wettbewerb im Bereich Oper in NRW. 1991 war er Preisträger des Belvedere-Wettbewerbs in Wien. Zudem gewann er den Preis des NDR. 1997 sang Wolfgang Newerla den Cortez in einer hoch gelobten Inszenierung der Eroberung von Mexiko von Wolfgang Rihm. Für diese Leistung wurde er in der Kritikerumfrage der Zeitschrift Opernwelt für die Auszeichnung „Sänger des Jahres“ nominiert.
Den Sonderpreis der Carl-Orff-Stiftung erhielt Wolfgang Newerla 2013 für seine Interpretation des Prometheus in der gleichnamigen Produktion bei der Ruhrtriennale 2012. Außerdem wurde er im selben Jahr erneut zum „Sänger des Jahres“ vorgeschlagen.